# Петченко, Александр Матвеевич
Петченко Александр Матвеевич (род. 20 января 1939 г., с. Лескино, Ворошиловградская область) – специалист в области физики твердого тела и физической акустики, разработчик комплекса высокопрецизионной измерительной техники и новейших физических экспериментальных технологий для всестороннего проведения акустической спектроскопии кристаллов и термоактивационного анализа подвижности дислокаций в квазиупругой и пластичной области деформаций, доктор физико-математических наук (1992 г.), профессор кафедры физики ХИИГХ (1993 г.), заведующий кафедрой физики ХГАГХ (2000 г.), заслуженный профессор ХНУГХ им. А. Н. Бекетова (2016 г.).

## Биография
Родился Александр Матвеевич 20 января 1939 г. в с. Лескино Ворошиловградской области.
В 1957 г. окончил среднюю школу.
1957 – 1959 гг. – получил первую профессию – «механик по ремонту промышленного оборудования» (лекальщик 5-го разряда) в техническом училище города Красный Луч Луганской области.
1959 – 1961 гг. – военная служба в Харьковской артиллерийской радиотехнической академии имени Л. А. Говорова, где стал специалистом в области практической радиоэлектроники.
1962 – 1967 гг. – студент физического факультета ХГУ им. А. М. Горького (сегодня - ХНУ им. В. Н. Каразина).
1968 – 1970 гг. – стажер-исследователь в Институте биофизики АН СССР в лаборатории известного ученого - кристаллографа проф. А. И. Китайгородского; специализированное конструкторское бюро (СКБ) биологического приборостроения АН СССР.
1970 – 1973 гг. – аспирант кафедры физики твердого тела ХГУ им. А. М. Горького под руководством известного физика проф. В. И. Старцева.
1973 – 1975 гг. – старший научный сотрудник кафедры физики твердого тела ХГУ им. А. М. Горького.
1975 г. – защитил кандидатскую диссертацию «Исследование коэффициента торможения дислокаций в монокристаллах KCL и LиF методом внутреннего трения».
1976 г. – начал научно-преподавательскую деятельность на кафедре физики в должностях: ассистента, старшего преподавателя, доцента в ХИИКС (сегодня – ХНУГХ им. А. Н. Бекетова).
1983 г. – присвоено ученое звание доцента кафедры физики ХИИКС; в это же время была создана научная лаборатория «акустической спектроскопии», которая размещалась на базе Харьковской артиллерийской радиотехнической академии имени Л. А. Говорова.
1992 г. – защитил докторскую диссертацию «Физические закономерности динамических и релаксационных процессов в акустических кристаллах»; получил диплом доктора физико-математических наук.
1993 г. – профессор кафедры физики ХИИГХ (сегодня – ХНУГХ им. А. Н. Бекетова).
1997 г. – получил Certificat of Recognition of The Marquis Who's Who Publications Board (USA).
С 2000 г. – заведующий кафедрой физики ХГАГХ (сегодня – ХНУГХ им. А. Н. Бекетова).
2005 г. – награжден Дипломом победителя областного конкурса «Высшая школа Харьковщины – лучшие имена» в номинации «Преподаватель фундаментальных дисциплин».
2013 г. – получил благодарность Харьковского городского головы за многолетний добросовестный труд, личный вклад в подготовку высококвалифицированных специалистов и научных кадров, плодотворную научно-педагогическую деятельность.
2016 г. – присвоено почётное звание «Заслуженный профессор ХНУГХ им. А. Н. Бекетова».
2017 г. – получил Почетную грамоту исполкома Харьковского городского совета за добросовестный и плодотворный труд, высокий профессионализм.
2019 г. – получил Сертификат Национальной академии наук Украины о занесении в издание «Золотой фонд нации. Научно-образовательный потенциал Украины».

## Педагогическая деятельность
После защиты кандидатской диссертации А. М. Петченко начал научно-преподавательскую деятельность на кафедре физики в должностях: ассистента, старшего преподавателя, доцента в Харьковском институте инженеров коммунального строительства (ХНУГХ им. А. Н. Бекетова). Александр Матвеевич руководил подготовкой и разработкой лабораторного оборудования «Физического практикума», с помощью которого студенты получали табличные значения фундаментальных физических величин. Им было создано 14 оригинальных установок для лаборатории «Механика», а также разработаны и существенно модернизированы еще 30 лабораторных установок для лабораторий: «Молекулярной физики», «Электромагнетизма» и «Оптики».
Преподаватели кафедры физики во главе с Александром Матвеевичем проводят всеукраинские студенческие олимпиады, готовят со студентами научные доклады к участию в научных конференциях по актуальным вопросам физики. Победителями всеукраинской студенческой олимпиады стали 6 студентов факультета Электроснабжение и освещение городов (ЭОГ), Инженерной экологии городов (ИЭГ), градостроительного (ГС) факультета; призерами всеукраинской студенческой олимпиады по дисциплине «Физика» стали 9 студентов факультетов ЭОГ, ИЭГ, ГС, Электротранспорта (ЭТ), Транспортных систем и технологий (ТСТ).
За годы преподавательской работы А. М. Петченко было подготовлено 25 научно-методических и 55 учебно-методических работ.

## Научная деятельность
Научные интересы Александра Матвеевича Петченко относятся к области фундаментальных экспериментальных исследований квантовых механизмов фонон-дислокационных взаимодействий; эффектов дисперсии скорости упругих волн УВЧ-диапазона; резонансных и релаксационных дислокационных явлений; квантовых процессов сбросообразования в кристаллах, термоактивационных явлений; а также эффектов, возникающих при изменении дислокационной структуры, температуры, деформации и радиационных дефектов на поведение задемпфированного дислокационного резонанса в диапазоне частот 7,5–247,5 Мгц. Проф. А. М. Петченко является разработчиком комплекса высокопрецизионной измерительной техники и новейших физических экспериментальных технологий, необходимых для всестороннего проведения акустической спектроскопии кристаллов и термоактивационного анализа подвижности дислокаций в квазиупругой и пластической области деформаций. Результаты исследований, полученные А. М. Петченко, стали основой для тщательной проверки правильности многих физических теорий, описывающих указанные процессы. Его статьи опубликованы в журналах, индексируемых в наукометрических базах Scopus и Web of Science.

## Публикации
Петченко А. М. – автор и соавтор более 260 научных работ, среди которых:
учебных пособий – 5;
учебно-методических изданий и конспектов лекций – 75;
научных статей и тезисов докладов – 177;
из них 22 статьи в Scopus и 28 в Web of Science.
Его имя занесено в книги о выдающихся личностях современности:
1. «Who's Who in the World», New Providence. USA, 14 Edition, 1997, p. 1132.
2. «2000 Outstanding People of the 20 th Century», International Biografical Centre, Cambridge, England, 1998, p. 190.
3. «Who's Who in the World», New Providence. USA, 16 Edition, 1999, p. 1260.
4. «Ученые Украины – элита государства» (Украина, Киев, 2014, Кн. 3, С. 228.).
5. «Золотой фонд нации. Украинцы: творчество, инновации, инвестиции» (Украина, Киев, 2019, С. 82.)